# Махмутово (Салаватський район)
Махму́тово (рос. Махмутово, башк. Мәхмүт) — присілок у складі Салаватського району Башкортостану, Росія. Входить до складу Аркауловської сільської ради.
Населення — 100 осіб (2010; 115 в 2002).
Національний склад:
- башкири — 93 %

## Видатні уродженці
- Мігранов Іскандер Абрарович — башкирський учитель та краєзнавець.